# Cratere Botticelli
Botticelli è un cratere d'impatto presente sulla superficie di Mercurio, a 63,76° di latitudine nord e 113,33° di longitudine ovest. Il suo diametro è pari a 136,35 km.
Il cratere è dedicato al pittore italiano Sandro Botticelli.